# Alexandru Chiculiță
Alexandru Chiculiță (n. 3 februarie 1961, București, România) este un scrimer român specializat pe sabie laureat cu bronz la Los Angeles 1984. În prezent este antrenor la CS Dinamo București. 

## Carieră
Chiculiță a început să practice scrima la vârsta de zece ani la Clubul bancar Progresul. În anul 1981 a câștigat o medalie de bronz pe echipe la Universiada organizată „acasă”, la București. În același an a transferat la CSA Steaua. La Jocurile Olimpice de vară din 1984 de la Los Angeles a participat doar la proba pe echipe. România a fost învinsă de Franța în semifinală, apoi a întâlnit Germania de Vest în „finala mică”. Chiculiță a intrat la egalitate în ultimul releu și s-a impus 5–1 în fața lui Freddy Scholz, aducând România medalia de bronz. A fost și membru al echipei care a participat la Jocurile Olimpice de vară din 1992. A fost din nou învinsă în semifinală, apoi a pierdut cu Franța în meciul pentru bronzul. Chiculiță s-a clasat și pe locul 4 cu echipa la Campionatul Mondial din 1993 de la Essen.
În anul 1996 a decis să pună punct carierei ca sportiv și a devenit antrenor la Clubul Sportiv BNR (fost Progresul), unde a pregătit, printre altele, campionul olimpic Mihai Covaliu. În anul 2002, după desființarea clubului său, a transferat cu Covaliu la CS Dinamo București, unde secția de scrimă a fost recent reînființată. A antrenat lotul național masculin până în 2007, apoi i-a predat ștafeta lui Covaliu, și s-a ocupat de lotul național feminin. Sub pregătirea sa Bianca Pascu s-a calificat la Jocurile Olimpice de vară din 2012 de la Londra.

## Legături externe
- Alexandru Chiculiță la Comitetul Olimpic și Sportiv Român (arhivat)
- Alexandru Chiculiță la Sports-Reference.com (arhivat la 1 aprilie 2020)